# Тищенко Андрій Іванович
Андрі́й Іва́нович Ти́щенко (10 липня 1976; Улан-Уде, Бурятія, Росія — 28 серпня 2014; Дебальцеве, Донецька область, Україна)  — військовик, стрілець, солдат резерву Батальйону імені Кульчицького. Учасник російсько-української війни.

## Біографія
Тищенко Андрій Іванович народився 10 липня 1976 року на Улан-Уде, що в Бурятії в сім'ї етнічних українців. Потім родина перебралася в Україну, а Андрій із дружиною та сином замешкав у військовому містечку Десна. Деякий час після проходження строкової військової служби служив за контрактом у 169-му навчальному центрі.
Навесні 2014 року зголосився добровольцем, стрілець, солдат резерву батальйону імені Кульчицького. Загинув Андрій Тищенко 28 серпня 2014 року в районі міста Дебальцеве Донецької області. Колона підрозділів Національної гвардії та Збройних сил України, що рухалась на допомогу українським силам за маршрутом Дебальцеве — Комісаровка, і потрапила у засідку. 4 солдати батальйону імені Кульчицького загинули, 19 — було поранено.
Похований в смт. Десна.
Без Андрія лишились дружина та син 2006 р.н.

## Нагороди та вшанування
- Указом Президента України № 873/2014 від 14 листопада 2014 р., «за особисту мужність і героїзм, виявлені у захисті державного суверенітету та територіальної цілісності України, вірність військовій присязі», нагороджений орденом «За мужність» III ступеня (посмертно)[2].
- Його портрет розміщений на меморіалі «Стіна пам'яті полеглих за Україну» у Києві: секція 3, ряд 6, місце 17
- Вшановується 28 серпня на щоденному ранковому церемоніалі вшанування українських захисників, які загинули цього дня у різні роки внаслідок російської збройної агресії[3]